# Trina
Катріна Лаверн Тейлор (англ. Katrina Laverne Taylor; нар. 3 грудня 1978, Маямі, Флорида, США), найзнаніша як Trina, — американська реперка. Стала відомою в 1998 році після появи в синглі репера Trick Daddy «Nann Nigga».
XXL назвав її як «найпослідовніша реперка всіх часів». 2013 року Complex поставив її сингл «Pull Over» під №27 у своєму рейтингу 50 найкращих жіночих реп-пісень. 2014 року Тріна ввійшла до списку Billboard «31 реперка, яка змінила хіп-хоп».

## Раннє життя
Катріна Лаверн Тейлор народилася 3 грудня 1978 року в Маямі, Флорида. Вона виросла в районі Ліберті-Сіті в Маямі, штат Флорида. Її батько — домініканець, а мати, Вернесса Тейлор, була багамкою. Вони розлучилися, коли Тріна була дитиною. Вона відвідувала Північно-Західну середню школу Маямі, де була мажореткою і яку закінчила в 1992 році. Спочатку Тейлор отримала освіту, щоб стати агентом з нерухомості, але потім вирішила присвятити себе музиці.

## Кар'єра
У 1998 році репер з Маямі — Trick Daddy запросив Тріну до співпраці у своєму дебютному альбомі. Вони записали разом трек "Nann Nigga". Це був перший сингл з альбому Trick Daddy — "www.thug.com". Пісня стала справжнім хітом, потрапивши на 3 місце в реп-чартах. Завдяки успіху синглу Trina стала популярною і підписала контракт з лейблом Slip-N-Side/Atlantic Records. Тріну часто критикують за відсутність власних текстів, а також за пов'язаність з великим лейблом. 
Через короткий час стало відомо про її роман з Lil Wayne, якого пізніше пов'язували з її найбільшою конкуренткою Khia.

## Благодійність
Тріна заснувала Diamond Doll Foundation, некомерційну організацію, яка допомагає молодим дівчатам у їхніх життєвих труднощах. Організація співпрацює з Florida Entertainment Summit, щоб організувати Jingle Bell Toy Drive для дітей у Південній Флориді.

## Дискографія

### Сольні альбоми
- Da Baddest Bitch (2000)
- Diamond Princess (2002)
- Glamorest Life (2005)
- Still da Baddest (2008)
- Amazin' (2010)
- The One (2019)
- T7 (2022)

### Офіційні мікстейпи
- 2007: Rockstarr: Da Baddest Bitch Reloaded
- 2007: Rockstarr Royalty
- 2009: Millionaire's Girls Club
- 2009: Amazin'
- 2009: Best of Both Worlds with Qwote
- 2009: Trina Introduces Victoria Balenciaga
- 2009: 5 Star Bitch
- 2009: Who's Bad
- 2009: Trick-or-Trina
- 2009: Trina & Pretty Money present: C.R.E.A.M.
- 2009: Miss.305
- 2010: Definition Of A Million Dollar Girl

### DVD
- 2003: A Miami Tail

## Зовнішні посилання
- Сайт виконавиці [Архівовано 31 березня 2022 у Wayback Machine.]